# Dąbrowa (gmina Rozdrażew)
Dąbrowa – wieś w Polsce położona w województwie wielkopolskim, w powiecie krotoszyńskim, w gminie Rozdrażew.
W latach 1975–1998 miejscowość należała administracyjnie do województwa kaliskiego.
W Dąbrowie urodził się Antoni Karbowiak, polski pedagog, historyk oświaty i wychowania.